# Swiss Private Aviation
Swiss Private Aviation AG — упразднённая швейцарская авиакомпания со штаб-квартирой в Цюрихе, работавшая в сфере чартерных и бизнес-перевозок на реактивных самолётах. Полностью принадлежала флагманской авиакомпании страны Swiss International Air Lines
Компания также исполняла чартерные контракты по договорам с немецкой Lufthansa Private Jet
, ранее исполнявшиеся другой авиакомпанией Swiss European Air Lines

Портом приписки перевозчика являлся цюрихский аэропорт Клотен.
В феврале 2011 года авиакомпания прекратила операционную деятельность.

## История
Авиакомпания Servair Private Charter AG была основана в 1984 году. 17 июля 2008 года перевозчик был выкуплен флагманской авиакомпанией Swiss International Air Lines и сменил своё официальное название на Swiss Private Aviation. В феврале 2011 года компания прекратила операционную деятельность.

## Флот
Воздушный флот Swiss Private Aviation составляли следующие самолёты:
- Cessna Citation XLS+
- Cessna Citation CJ1+
- Cessna Citation CJ3
- Hawker 800